# Digonogastra weyenbergii
Digonogastra weyenbergii är en stekelart som först beskrevs av Cameron 1909.  Digonogastra weyenbergii ingår i släktet Digonogastra och familjen bracksteklar. Inga underarter finns listade i Catalogue of Life.